# Francesc I Gattiluso
Francesc I Gattiluso fou un patrici genovès que va posar al servei del romà d'Orient Joan V Paleòleg naus i homes per ajudar-lo a recuperar el tron del que havia estat desposseït (1354) i l'emperador a canvi li va donar la senyoria de Lesbos i la mà de la seva filla Maria (17 de juliol de 1355).
Va governar l'illa reconeixent sempre a l'emperador i plenament integrat a la cultura romana d'Orient. Va morir a causa d'un terratrèmol el 6 d'agost de 1384 en el que també va morir el seu fill gran Andrònic Gattiluso i el segon Domenicco Gattiluso. El va succeir el seu tercer fill Francesc II Gattiluso.